# Parszów
Parszów – wieś w Polsce położona w województwie świętokrzyskim, w powiecie starachowickim, w gminie Wąchock.
Był wsią biskupstwa krakowskiego w województwie sandomierskim w ostatniej ćwierci XVI wieku.
W latach 1954–1972 wieś był siedzibą gromady Parszów. W latach 1975–1998 miejscowość administracyjnie należała do województwa kieleckiego.
Wieś jest siedzibą rzymskokatolickiej parafii Zesłania Ducha Świętego.
| SIMC    | Nazwa               | Rodzaj      |
| ------- | ------------------- | ----------- |
| 0276765 | Gajówka Kaczka      | osada leśna |
| 027677  | Gajówka Węglów      | osada leśna |
| 1019326 | Leśniczówka Parszów | osada leśna |

## Historia
Parszów według Słownika geograficznego Królestwa Polskiego z roku 1886 stanowił wieś, a Parszów Górniczy, osadę górniczą nad rzeką Kaczką w ówczesnym powiecie iłżeckim, gminie Wielkawieś, parafii Wąchock. Odległy około 30 wiorst od Iłży.

W końcu XIX wieku wieś posiada szkołę początkową ogólną, murowaną kaplicę katolicką. Zakłady żelazne, 118 domów zamieszkałych przez 867 mieszkańców. Gruntu 523 mórg ziemi włościańskiej. Parszów Górniczy liczył wówczas 16 domów i 60 mieszkańców z gruntem 56 mórg należącym do włościan.
Według spisu z 1827 roku było w Parszowie 64 domy i 441 mieszkańców.
Według ksiąg poborowych z roku 1578 wieś Parszów w parafii Wąchocko, wieś należąca do biskupa krakowskiego, posiadał osad 17, łanów kmiecych 7 ½ zagrodników bez roli 7, komorników 3. Był jeden ubogi, 6 rzemieślników i 4 piekarzy (Pawiński, Małop., s. 196).
Wielki piec wystawiony został w Parszowie w 1748 roku staraniem Załuskiego, biskupa krakowskiego, a wykończony przez Sołtyka w roku 1759. Piec ten dawał tygodniowo około 125 cetnarów żelaza. Następnie istniała tu huta i odlewnia żelaza. Huta wydawała do 31 000 cetnarów surówki zaś odlewnia do 10 000 cetnarów odlewów.
Do napędu stosowano machiny parowe. Obecnie zakłady te nieczynne. (opisu dostarcza Bronisław Chlebowski w tomie XII s. 872 SgKP rok 1886).

## Nazwa
Legenda mówi, że jeden z królów Polski – Jan III Sobieski, kiedy wracał opromieniony wiktorią wiedeńską do stolicy, przejeżdżając niedaleko niewielkiej osady zauważył na drzewie parę sów. Pobliską osadę postanowił nazwać Parasów, jednak mieszkańcy przekształcili ją najpierw w Parsów, a następnie w Parszów.
Istnieje również inna legenda związana z chorobą, na którą zapadali mieszkańcy osady – parchem. Pobliska ludność nazwała swoją osadę Parchów, ale nazwa została unowocześniona i zmieniona na Parszów.

## Zabytki
- Drewniany kościół parafialny pw. Zesłania Ducha Świętego z 1934 r. Obok kaplica z 1830 r., drewniana dzwonnica z 1937 r. oraz drewniana plebania z 1934 r.
- Urządzenia hydrotechniczne dawnego zakładu wielkopiecowego z końca XVIII w., wpisane do rejestru zabytków nieruchomych (nr rej.: 1002 z 30.03.1984)[10].
- Kuźnia z początku XX w.
- Zakład wielkopiecowy z XIX w.

## Ludzie związani z Parszowem
- Ignacy Ostaszewski (1792–1840) – kapitan, uczestnik powstania listopadowego
- Józef Fornalski (1811–1894) – syn Franciszka, urzędnik Górnictwa Rządowego, pracownik zakładów w Parszowie, hutmistrz Zakładów Żelaznych
- Józef Błaszczykowski (1909–2016) – kolejarz, działacz ludowy i samorządowiec